# Camp protohistorique de Penchâteau
Le camp protohistorique de Penchâteau est un oppidum celte situé au Pouliguen, dans le département de la Loire-Atlantique en France.

## Localisation
Le camp est situé au bord de la mer sur la pointe de Penchâteau au sud de la commune du Pouliguen.

## Historique
Le camp est inscrit au titre des monuments historiques en 1979, puis fait l'objet d'une inscription complémentaire en 1996 pour la protection des vestiges situés sur d'autres parcelles et découverts après 1979.